# Christus Dominus
Christus Dominus (лат. Христос Господь) — декрет Другого Ватиканського собору Католицької церкви. Повна назва — Декрет про пастирське служіння єпископів в Церкві «Christus Dominus». Затверджено папою Павлом VI 28 жовтня 1965 року, після того як він був схвалений на соборі. За остаточний варіант документа висловилося 2319 учасників собору, проти — 2. Свою назву отримала за прийнятою в католицизмі практиці за своїми двома першими словами.
Декрет Christus Dominus — один з дев'яти декретів Другого Ватиканського собору. Він присвячений єпископському служінню в Церкві.

## Структура
Декрет складається з 44 статей, об'єднаних у 3 глави, що випереджає вступом і завершується загальним дорученням:
1. Вступ (статті 1-3)
2. Про єпископа щодо всієї Церкви в цілому (статті 4-10)
3. # Роль Єпископів щодо всієї Церкви в цілому (статті 4-7)
4. # Єпископи і Апостольський Престол (статті 8-10)
5. Про єпископа щодо окремих Церков, або дієцезій (статті 11-35)
6. # Про дієцезійнних єпископів (статті 11-21)
7. # Про визначення меж дієцезій (статті 22-24)
8. # Співробітники дієцезійного єпископа в пастирському служінні (статті 25-35)
9. Про єпископа, які співпрацюють заради загального блага кількох Церков (статті 36-43)
10. # Синоди, Собори і особливо Конференції єпископів (статті 36-38)
11. # Межі церковних провінцій і заснування церковних регіонів (статті 39-41)
12. # Єпископи, виконують міждієцезійне служіння (статті 42-43)
13. Загальне доручення (стаття 44)

## Зміст
Декрет докладно описує роль єпископів, кліриків вищої ступені священства, в Церкві. Три частини декрету відкривають з різних сторін сенс єпископського служіння. Перший розділ описує загальне значення єпископів в Церкві, а також їх зв'язок зі Святим Престолом. Друга глава присвячена єпископам, який очолює дієцезії (єпархії); в ній описуються завдання та обов'язки єпископа по відношенню до вірних дієцезії, якою він керує. У другому розділі також описуються обов'язки різних людей і структур дієцезії, що стосуються допомоги єпископу: єпископів-коад'юторомів і єпископів-помічників, курії, дієцезійні ради, всього дієцезійного кліру і чернецтва. Нарешті третій розділ присвячено більш глобальним структурам в порівнянні з дієцезією — митрополія м, єпископським конференціям — структурам, в рамках яких єпископи покликані співпрацювати заради блага Церкви.
|  | А самі Єпископи, поставлені Святим Духом, успадковують місце Апостолів як душпастирів, і разом з Верховним Понтифіком, але під його орудою, вони послані, щоб увічнити справу Христа, вічного Пастиря. Бо Христос дав апостолам і їх наступникам заповідь і влада вчити всі народи, освячувати людей в істині і пасти їх. Тому через даного ним Святого Духа Єпископи стали щирими й повновладними вчителями віри, первосвящениками і пастирями. |